# Antonino Chocomeli
Antonino Chocomeli Codina (Játiva, 19 de enero de 1849-Chella, 1913) fue poeta, novelista y dramaturgo español.  

## Biografía
Era hijo de Antonio Chocomeli García, alcalde de Játiva de 1866 a 1868 y hermano del también poeta Rafael Chocomeli Codina. Estudió Derecho, pero su vida estuvo centrada en la literatura. Persona de gran formación y erudición, fue autor de una extensa y variada producción literaria. Su obra, de un romanticismo tardío,  está en buena parte dispersa en la prensa periódica. Fue miembro del Ateneo Científico de Valencia, del que había sido cofundador, y colaborador del Almanaque de las Provincias, que publicaba Teodoro Llorente, con el que le unía una estrecha amistad. Diversos problemas personales y su carácter, ensimismado e introvertido, lo aislaron de los ámbitos literarios en los últimos años de su vida. Murió en Chella en 1913.
Resalta en él su talento poético, con títulos como: En el Gólgota, En homenaje a Llorente, La primavera y la conocida oda A Játiva, ganadora de los Juegos Florales de 1888, celebrados en esta ciudad con motivo del tricentenario del nacimiento del célebre pintor setabense José Ribera "El Españoleto". Cabe destacar igualmente sus libretos, como el que redactó para la ópera Morel, del popular músico valenciano Salvador Giner y Vidal, así como su novela Celeste, muy apreciada en su época, y su libro de narraciones cortas o Cuentos. Mención aparte merecen, sobre todo, sus obras teatrales, entre otras: Don Carlos de Austria; El recluta, con música de José Espí Ulrich, como Aurora; El Encubierto (1876), estrenada en el teatro Principal de Valencia por la actriz Elisa Boldún; Los Reyes Magos; El último ídolo; El rayo de sol; Culpas ajenas; Rosario; El cuarteto de Fausto, y Magdalena; El vengador (1882); y No hay chanzas con el amor. Su formación le permitió traducir con acierto a importantes poetas románticos: Víctor Hugo, Byron, Lamartine, Edgar Allan Poe y Schiller.
Hay sendas calles con su nombre en Játiva, su ciudad natal, y Valencia, capital de la provincia.

## Obra
- Las madres.  Medellín, 1868. El Oasis. Vol. 01, Nos. 01-52, Enero - Diciembre 1868, Vol. 01, No. 23, Jun. 06, 1868, p. 183
- Flor de amor: melodía para canto y piano. (Música: Roberto Segura), Barcelona, Andrés Vidal y Roger, (1865)
- Celeste. (Valencia),  Imp. de El Mercantil, 1874 y Madrid V. Suárez, 1874
- Gaul: poema de Ossian. Valencia, Imp. R. Ortega, 1874
- El Encubierto : drama en tres actos y en verso. Valencia, Impr. de El Mercantil, 1877
- El vengador : leyenda dramática en un acto y en verso. Barcelona, Impr. de los sucesores de N. Ramirez, 1882
- Magdalena : drama en tres actos y un prólogo.  Játiva, Bellver, 1894 y Madrid, Administración Lírico-dramática, 1894
- Drama en cuatro actos, Játiva, 1894
- Pol de Guezevern. Drama en cuatro actos, arreglado á la escena española. Játiva, Imprenta de Blas S. Bellver, 1894
- En el Gólgota
- En homenaje a Llorente
- La primavera
- La coneguda
- Oda a Játiva
- Don Carlos de Austria (1875)
- El rayo de sol ( 1883)
- El cuarteto de Fausto
- El último ídolo
- Culpas ajenas
- Rosario
- La reina Toacio
- El Recluta (1887, música de José Espí Ulrich)